# Wolfgang Oldag
Wolfgang Oldag (* 15. November 1931 in Halle (Saale); † 11. August 2008 bei Goslar) war ein deutscher Schauspieler und Regisseur.

## Leben
Schon als Jugendlicher half Wolfgang Oldag an Hallenser Theatern als Komparse und Statist aus. Gegen den Willen der Eltern nahm er Schauspielunterricht. Nach Beendigung der Ausbildung ging er für ein Jahr ans Theater nach Zittau. Danach schloss er sich mit einer Reihe von freischaffenden Schauspielern zur Truppe Theater im Koffer zusammen und ging auf Tournee; angesichts von 25 Aufführungen pro Monat führte sie ihr Weg in nahezu alle Orte der damaligen SBZ.
Im Jahr 1952 lernte Oldag die Schauspielerin Anneliese Dahms kennen, die von 1942 bis 1947 als Flüchtling in Dänemark gelebt hatte. Die beiden heirateten 1956  und arbeiteten später am Fernsehtheater Moritzburg in Halle (Saale), an dem Oldag seit 1968 Regieassistent war, gelegentlich zusammen.
Zwischen den 1970er und den frühen 1980er Jahren war Oldag häufiger als Schauspieler in Inszenierungen des „Fernsehtheaters Moritzburg“ zu sehen (vgl. „Filmografie“). Bekannt wurde er ab 1980 aber, bei einer Körpergröße von 1,63 Metern, vor allem als der „Kleine“ des Komikerduos Oldigs, das er zusammen mit dem 1,92 Meter großen Reiner-Horst Scheibe bildete und das auch in der Sowjetunion Gastauftritte hatte.
Nach der Wende konnte Oldag seine Karriere nur mit Unterbrechungen und in kleinerem Rahmen fortsetzen. So trat er bspw. mit seiner Frau Anneliese einmal monatlich im Rahmen des Kurkonzerts seines neuen Wohnortes Bad Suderode auf.
Wolfgang Oldag kam am 11. August 2008 bei einem BAB-Autounfall in der Nähe von Goslar ums Leben; seine Frau überlebte schwer verletzt.

## Filmografie (Auswahl)
- Wer zuletzt lacht ... (Fernsehtheater Moritzburg, DDR 1970; Schauspieler)
- Ein sonderbarer Zufall (Fernsehtheater Moritzburg, DDR 1970; Schauspieler)
- Spätpodium: Sie Schauspieler, Sie! (Fernsehtheater Moritzburg, DDR 1972; Schauspieler)
- Ein gewisser Katulla (Fernsehtheater Moritzburg, DDR 1973; Regieassistent)
- Der Zaubersessel (Fernsehtheater Moritzburg, DDR 1975; Schauspieler)
- Die Magd als Herrin (Fernsehtheater Moritzburg, DDR 1975; Schauspieler)
- Mögen Sie Hecht? (Fernsehtheater Moritzburg, DDR 1976; Schauspieler)
- Pension Schöller (Fernsehtheater Moritzburg, DDR 1977; Schauspieler)
- Man kann nie wissen (Fernsehtheater Moritzburg, DDR 1978; Schauspieler)
- April! April! (Fernsehtheater Moritzburg, DDR 1980; Schauspieler)
- Verbindlich reserviert (Fernsehtheater Moritzburg, DDR 1981; Schauspieler)
- Rächer, Retter und Rapiere (auch: Der Bauerngeneral; Fernsehserie, 7 Folgen; DDR 1982; Schauspieler)
- Ein Heim für Tiere (Fernsehserie; ZDF 1985–1992; Schauspieler 1991/92)
- Das Morphus-Geheimnis (D, CH 2008)